# Семеновське (Поріцький район)
Семе́новське (рос. Семёновское, чув. Семеновски) — село у складі Поріцького району Чувашії, Росія. Адміністративний центр Семеновського сільського поселення.
Населення — 297 осіб (2010; 379 у 2002).
Національний склад:
- росіяни — 97 %